# Kang Dong-hee
Dans ce nom coréen, le nom de famille, Kang, précède le nom personnel.
Kang Dong-hee (en coréen 강 동희), né le 20 décembre 1966 à Incheon, en Corée du Sud, est un joueur et entraîneur sud-coréen de basket-ball. Il évolue durant sa carrière au poste de meneur.